# 布萊恩茨堡 (印地安納州)
布萊恩茨堡（英語：Bryantsburg）是位於美國印地安納州傑佛遜縣的一個非建制地區。